# ليزلي ماكدوغال
ليزلي ماكدوغال هي لاعبة كرلنغ كندية، ولدت في 29 أبريل 1970 في لا شين في كندا.